# Jean-François Timmermans
Jean-François Timmermans was burgemeester van Grimbergen van 1850 tot 1870. Hij woonde op de Oyenbrug en heeft een dagboek bijgehouden, waarin onder andere de weersomstandigheden met hun invloed op de oogst beschreven werden.